# DDR3 SDRAM
DDR3 SDRAM (від англ. Double Data Rate 3 Synchronous Dynamic Random Access Memory — синхронна динамічна пам'ять із довільним доступом та подвоєною швидкістю передачі даних, третє покоління) — це тип оперативної пам'яті, що використовується в обчислювальній техніці як оперативна та відео- пам'ять. Прийшла на зміну пам'яті типу DDR2 SDRAM.
В DDR3 зменшено на 40% споживання енергії порівняно з модулями DDR2 SDRAM, що обумовлено зменшеною (1,5 В, в порівнянні з 1,8 В для DDR2 SDRAM та 2,5 В для DDR-SDRAM) напругою живлення гнізд пам'яті.

## Галерея

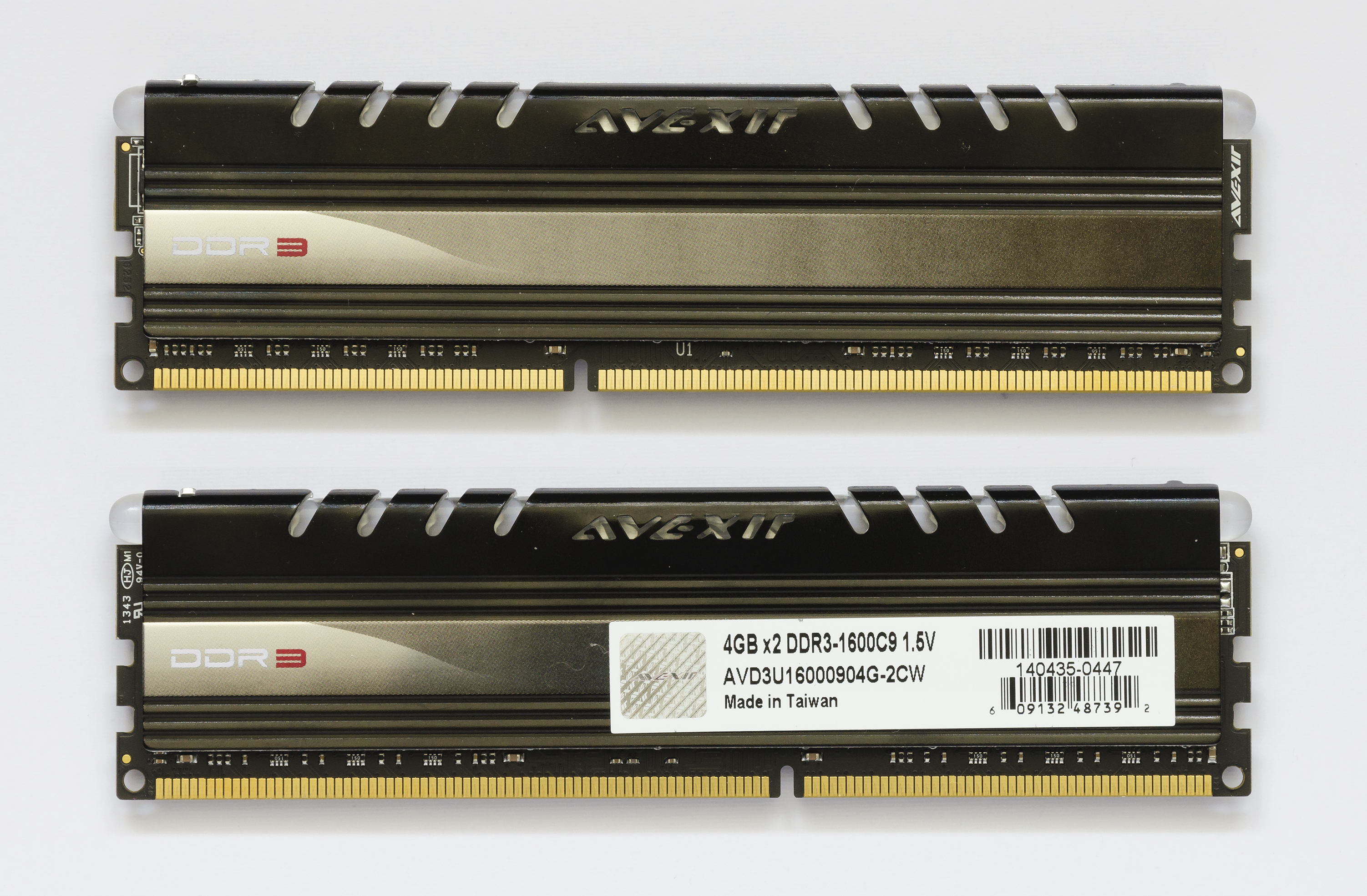
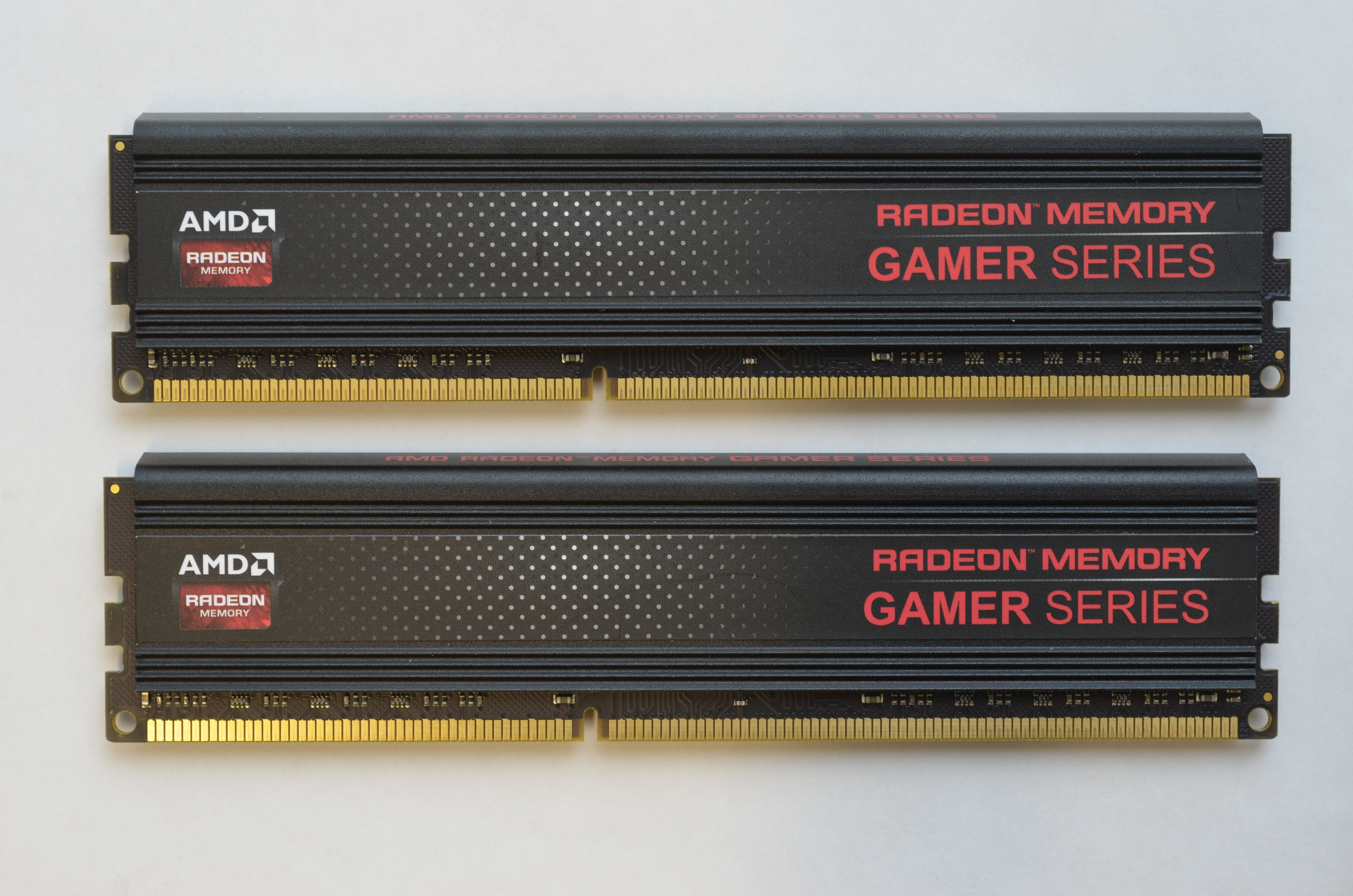
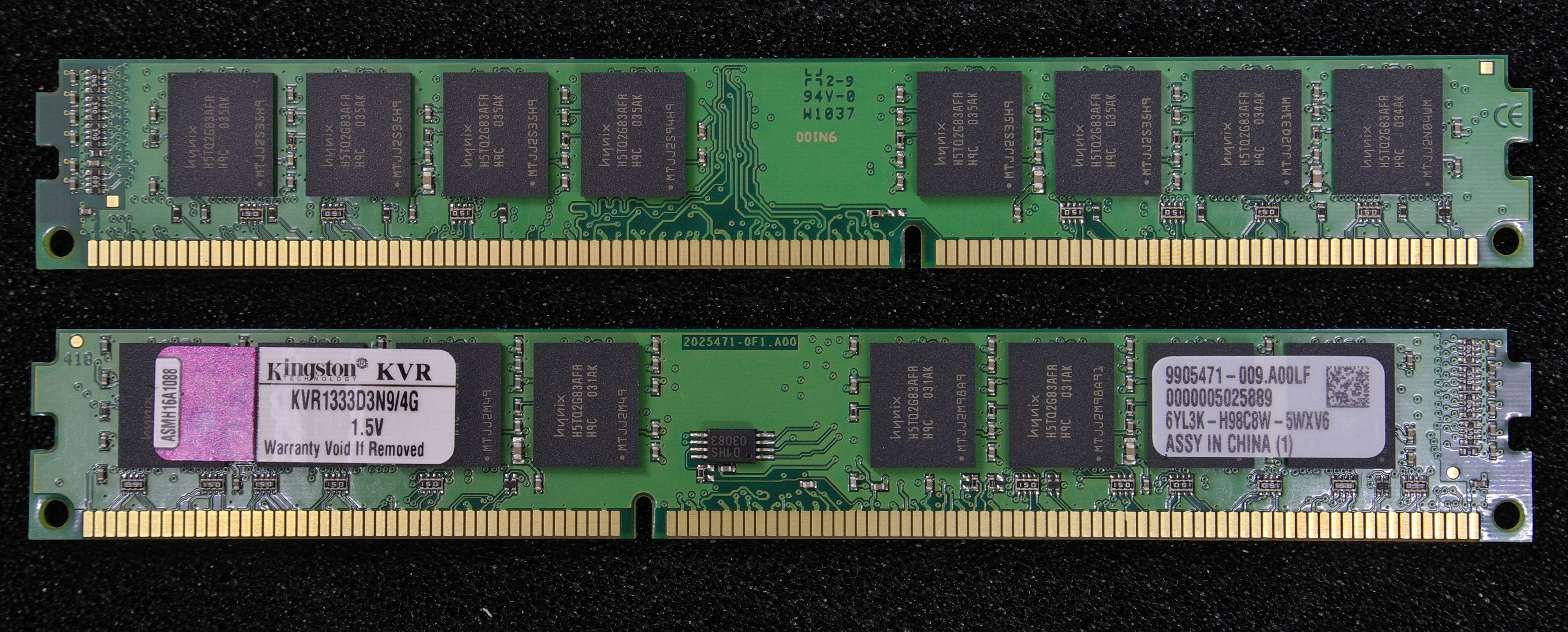
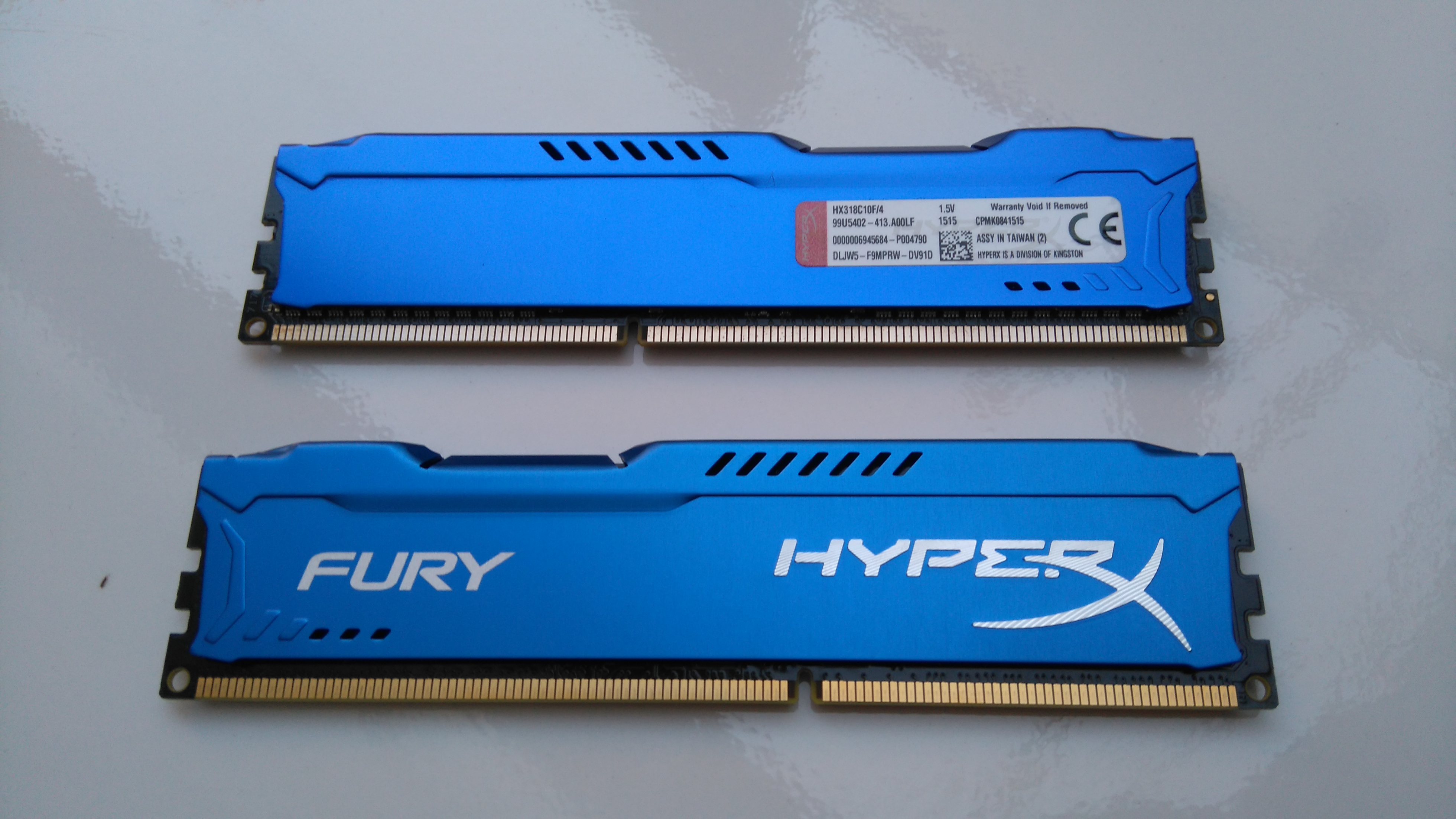

## Технічні стандарти
| Стандартна назва | Частота пам'яті, МГц. | Час циклу, нс. | Частота шини, МГц. | Ефективна (подвоєна) швидкість, млн. передач даних в сек. | Назва модуля | Пікова швидкість передачі даних при 64-бітній шині даних в одноканальному режимі, МБ/с. |
| DDR3‑800         | 100                   | 10,00          | 400                | 800                                                       | PC3‑6400     | 6400                                                                                    |
| DDR3‑1066        | 133                   | 7,50           | 533                | 1066                                                      | PC3‑8500     | 8533                                                                                    |
| DDR3‑1333        | 166                   | 6,00           | 667                | 1333                                                      | PC3‑10600    | 10667                                                                                   |
| DDR3‑1600        | 200                   | 5,00           | 800                | 1600                                                      | PC3‑12800    | 12800                                                                                   |
| DDR3‑1866        | 233                   | 4,29           | 933                | 1866                                                      | PC3‑14900    | 14933                                                                                   |
| DDR3‑2133        | 266                   | 3,75           | 1066               | 2133                                                      | PC3‑17000    | 17066                                                                                   |
| DDR3‑2400        | 300                   | 3,33           | 1200               | 2400                                                      | PC3‑19200    | 19200                                                                                   |